# Gran Premio di Francia 1953
Il Gran Premio di Francia 1953 è stata la quinta prova della stagione 1953 del campionato mondiale di Formula 1. La gara si è tenuta domenica 5 luglio sul circuito di Reims ed è stata vinta dal britannico Mike Hawthorn su Ferrari, al primo successo in carriera; Hawthorn ha preceduto all'arrivo due dei piloti della Maserati, gli argentini Juan Manuel Fangio e José Froilán González.
Per la lotta avvenuta nella seconda metà di gara tra Mike Hawthorn e Juan Manuel Fangio, nella quale si sono alternati in prima posizione per 12 volte, il Gran Premio è ricordato come The Race of the Century ("la gara del secolo").

## Vigilia

### Aspetti tecnici
A partire da questa stagione il Gran Premio di Francia torna a disputarsi sul circuito di Reims, ma su una differente configurazione del tracciato. Una prima modifica venne effettuata già nel 1952, la quale consisteva essenzialmente nel collegare direttamente la CD 27 e la CD 26 con il fine di aggirare il comune di Gueux ed evitarne il passaggio all'interno. Le due nuove curve formatesi si chiamavano Courbe de Gueux e Virage de la Hovette. Tuttavia il Gran Premio non si corse su questa versione poiché per l'edizione 1952 la sede della corsa fu spostata al circuito di Rouen-Les Essarts. Per il 1953 è stata fatta un'ulteriore modifica consistente nella dismissione del tratto della CD 26 tra Virage de la Hovette e della Virage de la Garenne e delle stesse curve e nella costruzione di un nuovo tratto che andasse oltre la prima curva dismessa e immettesse nuovamente sulla RN 31 tramite un tornante chiamato Virage Muizon. La lunghezza del circuito è complessivamente aumentata da 7 826 a 8 372 m, mentre il nuovo di curve è 7.

### Aspetti sportivi
Il Gran Premio rappresenta il quinto appuntamento stagionale a distanza di due settimane dalla disputa del Gran Premio del Belgio, quarta gara del campionato. È il secondo Gran Premio della stagione a disputarsi su un circuito stradale non permanente, proprio dopo la gara a Spa-Francorchamps. La tappa francese si corre dopo la West Essex CC Race, la Midlands MECC Race e il Gran Premio di Rouen-les-Essarts, gare extra calendario di Formula 2 corse tra il 27 e il 28 giugno.
Tra le squadre ufficiali prendono parte alla corsa la Scuderia Ferrari, con le quattro 500 guidate da Alberto Ascari, Luigi Villoresi, Nino Farina e Mike Hawthorn, la Officine Alfieri Maserati, con quattro A6GCM guidate da Juan Manuel Fangio, José Froilán González, Onofre Marimón e Felice Bonetto, la HW Motors, con tre vetture guidate da Lance Macklin, Peter Collins e Yves Giraud-Cabantous, l'Équipe Gordini, con quattro T16 guidate da Maurice Trintignant, Roberto Mieres, Harry Schell e Jean Behra, la Cooper Car Company, con una sola T24 affidata a Stirling Moss, e la Connaught Engineering, con due Connaught A guidate da Roy Salvadori e Prince Bira.
Tra le scuderie private ci sono la Écurie Rosier, con Louis Rosier al volante di una Ferrari 500, e la Écurie Belge, con Johnny Claes alla guida di una Connaught A.
Tra i piloti privati corrono Louis Chiron su una OSCA 20, Ken Wharton su una Cooper T23, Toulo de Graffenried su una Maserati A6GCM, Élie Bayol su un'altra OSCA 20 e Bob Gerard su un'altra Cooper T23.
Le Gordini sono state scarsamente preparate in quanto la squadra era focalizzata sulla partecipazione alla 12 Ore di Reims svolta tra mezzanotte e mezzogiorno dello stesso giorno del Gran Premio sulla stessa pista.

## Qualifiche

### Resoconto
Il primo a segnare un tempo è stato il pilota della Maserati José Froilán González, tuttavia superato dai ferraristi Alberto Ascari e Luigi Villoresi. González segna il nuovo tempo più veloce, 2'41"5, tuttavia con la vettura di Felice Bonetto, il quale ne beneficerà. Anche Ascari fa segnare un tempo più basso, 2'41"2, il quale si verificherà essere il migliore della sessione di qualifica, consegnando di fatti al pilota milanese la pole position, la 10ª in carriera per lui, superando così l'argentino Juan Manuel Fangio, fermo a 9, e segnando un nuovo record.
Escluse Maserati e Ferrari, la prima vettura è la Connaught di Prince Bira, qualificatasi a 12" dal miglior tempo.

### Risultati
Nella sessione di qualifica si è avuta questa situazione:
| Pos | Nº | Pilota                | Costruttore           | Tempo       | Griglia |
| --- | -- | --------------------- | --------------------- | ----------- | ------- |
| 1   | 10 | Alberto Ascari        | Ferrari               | 2'41"2      | 1       |
| 2   | 24 | Felice Bonetto        | Maserati              | 2'41"5      | 2       |
| 3   | 12 | Luigi Villoresi       | Ferrari               | 2'41"9      | 3       |
| 4   | 18 | Juan Manuel Fangio    | Maserati              | 2'42"0      | 4       |
| 5   | 20 | José Froilán González | Maserati              | 2'42"4      | 5       |
| 6   | 14 | Nino Farina           | Ferrari               | 2'42"5      | 6       |
| 7   | 16 | Mike Hawthorn         | Ferrari               | 2'43"5      | 7       |
| 8   | 22 | Onofre Marimón        | Maserati              | 2'44"7      | 8       |
| 9   | 46 | Toulo de Graffenried  | Maserati              | 2'46"1      | 9       |
| 10  | 44 | Louis Rosier          | Ferrari               | 2'49"6      | 10      |
| 11  | 42 | Prince Bira           | Connaught-Lea-Francis | 2'53"2      | 11      |
| 12  | 38 | Bob Gerard            | Cooper-Bristol        | 2'54"2      | 12      |
| 13  | 36 | Stirling Moss         | Cooper-Alta           | 2'55"7      | 13      |
| 14  | 40 | Ken Wharton           | Cooper-Bristol        | 2'55"8      | 14      |
| 15  | 34 | Élie Bayol            | OSCA                  | 2'56"9      | 15      |
| 16  | 26 | Lance Macklin         | HWM-Alta              | 2'57"2      | 16      |
| 17  | 28 | Peter Collins         | HWM-Alta              | 3'02"0      | 17      |
| 18  | 30 | Yves Giraud-Cabantous | HWM-Alta              | 3'06"7      | 18      |
| 19  | 50 | Roy Salvadori         | Connaught-Lea-Francis | 3'23"0      | 19      |
| 20  | 6  | Harry Schell          | Gordini               | 3'25"8      | 20      |
| 21  | 48 | Johnny Claes          | Connaught-Lea-Francis | 4'06"5      | 21      |
| 22  | 2  | Jean Behra            | Gordini               | senza tempo | 22      |
| 23  | 4  | Maurice Trintignant   | Gordini               | senza tempo | 23      |
| 24  | 8  | Roberto Mieres        | Gordini               | senza tempo | 24      |
| 25  | 32 | Louis Chiron          | OSCA                  | senza tempo | 25      |

## Gara

### Resoconto
José Froilán González decide di partire con il serbatoio riempito a metà, in modo da fare un pit stop durante la gara, mentre tutti gli altri partono col serbatoio pieno, con l'intenzione di non fare soste.
Al via Felice Bonetto e Alberto Ascari partono entrambi bene, mentre Luigi Villoresi no, lasciando spazio a González, il quale supera tutti e va in testa, sfruttando il minor peso della propria vettura. Alla fine del primo giro l'argentino ha già guadagnato un margine di 2"8 su Ascari, Villoresi, Bonetto, Juan Manuel Fangio, Mike Hawthorn, Nino Farina e Onofre Marimón. Più dietro seguono Toulo de Graffenried, Prince Bira, Louis Rosier e Maurice Trintignant; questi era partito ventitreesimo, poiché non aveva fatto registrare alcun tempo in qualifica.
Al secondo giro, González continua ad allontanarsi dal gruppo principale, ora guidato dalle Ferrari di Ascari, Villoresi e Hawthorn, tutte in lotta per il secondo posto e con Farina alle spalle. Seguono le Maserati di Fangio e Marimón, con Bonetto che scende al nono posto dopo un testacoda, dietro a Trintignant, Bira e de Graffenried.
Al ventitreesimo giro Fangio sorpassa Farina, il quale risponde segnando il giro più veloce e riprendendosi la posizione. Al giro successivo l'argentino sorpassa di nuovo l'italiano e segna il nuovo giro più veloce della gara. Al ventinovesimo giro González si ferma per il rifornimento e in testa passa Farina. Terminata la sosta, durata 27 secondi, rientra al sesto posto, tra Marimón e Villoresi. A metà gara, al trentesimo giro, Fangio conduce la gara seguito da Hawthorn e Ascari, tutti e tre separati da meno di un secondo.
Nei giri successivi inizia una lotta tra Hawthorn e Fangio per la prima posizione, i quali arrivano a scambiarsi di posto anche più volte a giro, allontanandosi lentamente da Ascari, il quale entra il battaglia con Farina, González e Marimón. Alla trentasettesima tornata González sorpassa il milanese e tra di loro inizia una battaglia per il terzo posto che si conclude solo alla bandiera a scacchi, così come quella per il vincitore.
La gara viene vinta da Mike Hawthorn, che taglia il traguardo in volata con gli argentini Fangio e González, separati tra di essi da solo 0"4 e dal primo da solo 1". Ascari giunge quarto a 4"6 dal vincitore. Hawthorn coglie il primo successo in carriera, divenendo il primo pilota britannico a riuscire nell'impresa e, in totale, l'undicesimo vincitore di una gara valida per il campionato mondiale di Formula 1. Il divario registrato tra il vincitore e il secondo classificato, di appena 1", è il secondo più piccolo, dopo quello segnato tra Nino Farina e Luigi Fagioli di 0"4, classificatisi rispettivamente primo e secondo nel Gran Premio di Svizzera 1950.

### Risultati
I risultati del Gran Premio sono i seguenti:
| Pos | Nº | Pilota                | Costruttore           | Giri | Tempo/Ritiro  | Griglia | Punti |
| --- | -- | --------------------- | --------------------- | ---- | ------------- | ------- | ----- |
| 1   | 16 | Mike Hawthorn         | Ferrari               | 60   | 2h44'18"6     | 7       | 8     |
| 2   | 18 | Juan Manuel Fangio    | Maserati              | 60   | +1"0          | 4       | 7     |
| 3   | 20 | José Froilán González | Maserati              | 60   | +1"4          | 5       | 4     |
| 4   | 10 | Alberto Ascari        | Ferrari               | 60   | +4"6          | 1       | 3     |
| 5   | 14 | Nino Farina           | Ferrari               | 60   | +1'07"6       | 6       | 2     |
| 6   | 12 | Luigi Villoresi       | Ferrari               | 60   | +1'15"9       | 3       |       |
| 7   | 46 | Toulo de Graffenried  | Maserati              | 58   | +2 giri       | 9       |       |
| 8   | 44 | Louis Rosier          | Ferrari               | 56   | +4 giri       | 10      |       |
| 9   | 22 | Onofre Marimón        | Maserati              | 55   | +5 giri       | 8       |       |
| 10  | 2  | Jean Behra            | Gordini               | 55   | +5 giri       | 22      |       |
| 11  | 38 | Bob Gerard            | Cooper-Bristol        | 55   | +5 giri       | 12      |       |
| 12  | 48 | Johnny Claes          | Connaught-Lea-Francis | 53   | +7 giri       | 21      |       |
| 13  | 28 | Peter Collins         | HWM-Alta              | 52   | +8 giri       | 17      |       |
| 14  | 30 | Yves Giraud-Cabantous | HWM-Alta              | 50   | +10 giri      | 18      |       |
| 15  | 32 | Louis Chiron          | OSCA                  | 43   | +17 giri      | 25      |       |
| Rit | 24 | Felice Bonetto        | Maserati              | 42   | Motore        | 2       |       |
| Rit | 36 | Stirling Moss         | Cooper-Alta           | 38   | Frizione      | 13      |       |
| Rit | 42 | Prince Bira           | Connaught-Lea-Francis | 29   | Differenziale | 11      |       |
| Rit | 34 | Élie Bayol            | OSCA                  | 18   | Motore        | 15      |       |
| Rit | 40 | Ken Wharton           | Cooper-Bristol        | 17   | Ruota         | 14      |       |
| Rit | 4  | Maurice Trintignant   | Gordini               | 14   | Trasmissione  | 23      |       |
| Rit | 26 | Lance Macklin         | HWM-Alta              | 9    | Frizione      | 16      |       |
| Rit | 8  | Roberto Mieres        | Gordini               | 4    | Motore        | 24      |       |
| Rit | 6  | Harry Schell          | Gordini               | 4    | Albero motore | 20      |       |
| Rit | 50 | Roy Salvadori         | Connaught-Lea-Francis | 2    | Accensione    | 19      |       |

Juan Manuel Fangio riceve un punto addizionale per aver segnato il giro più veloce della gara.

## Classifica mondiale
| Pos | Pilota                | Punti |
| --- | --------------------- | ----- |
| 1   | Alberto Ascari        | 28    |
| 2   | Mike Hawthorn         | 14    |
| 3   | Luigi Villoresi       | 13    |
| 4   | José Froilán González | 11    |
| 5   | Bill Vukovich         | 9     |
| 6   | Nino Farina           | 8     |
| 7   | Juan Manuel Fangio    | 7     |
| 8   | Art Cross             | 6     |
| 9   | Toulo de Graffenried  | 5     |
| 10  | Onofre Marimón        | 4     |
| 11  | Maurice Trintignant   | 2     |
| =   | Duane Carter          | 2     |
| =   | Sam Hanks             | 2     |
| =   | Jack McGrath          | 2     |
| =   | Felice Bonetto        | 2     |
| =   | Óscar Gálvez          | 2     |
| 17  | Fred Agabashian       | 1,5   |
| =   | Paul Russo            | 1,5   |